# Институт ядерных проблем БГУ
Институт ядерных проблем Белорусского государственного университета (НИИ ЯП БГУ) — исследовательское учреждение Республики Беларусь.

## Создание
Научно-исследовательское учреждение «Институт ядерных проблем» Белорусского государственного университета (НИИ ЯП БГУ) было создано 1 сентября 1986 года на основании постановления Правительства СССР. Институту передано здание постройки начала 1930-х годов (архитекторы И. Запорожец и Г. Лавров), в котором раньше располагался химический факультет. В 1942 году здание занимала немецкая больница, занятия в корпусе начались только в 1949-1950 учебном году. С 1969 года в здании размещался юридический факультет БГУ, затем руководство Минского Метростроя.
Первый директор и основатель института, ныне почётный директор — Владимир Григорьевич Барышевский, профессор, заслуженный деятель науки Республики Беларусь, лауреат Государственной премии Республики Беларусь в области науки и техники, кавалер Орденов Франциска Скорины и «Знак Почёта», автор двух открытий СССР в области ядерной физики (№ 224 от 1979 г. и № 360 от 1981 г.).
1 января 2013 года директором института назначен доктор физико-математических наук Сергей Афанасьевич Максименко.

## Основные научные направления
- исследования в области ядерной физики, физики элементарных частиц, космомикрофизики и ядерной астрофизики;
- исследования экстремального состояния вещества при сверхвысоких температурах и давлениях и магнитной кумуляции энергии;
- новые композиционные материалы, нано- и микроструктурированные материалы;
- радиационные и ядерно-физические технологии с использованием радиоактивных источников, ускорителей и ядерных реакторов; новые методы измерений ионизирующих излучений.

## Важнейшие достижения
1. Теоретическое предсказание и первое в мире экспериментальное наблюдение нового типа излучения — параметрического рентгеновского излучения (ПРИ), возникающего при равномерном движении заряженных частиц через кристаллы[8][9].
2. Обнаружение ПРИ, возбуждаемого протонами больших энергий в кристалле, на ускорителе ИФВЭ (Протвино, Россия), а также обнаружение многоволнового режима генерации ПРИ от электронов на ускорителе СИРИУС (Томский политехнический университет)[10].
3. Идея и обоснование существования рентгеновского излучения, возбуждаемого при каналировании релятивистских заряженных частиц (электронов, позитронов) в кристаллах. Экспериментально наблюдалось во многих физических центрах мира[8][9].
4. Теоретическое предсказание и экспериментальное обнаружение (совместно с Институтом физики НАН Беларуси) явления осцилляций плоскости распада 3-γ аннигиляции ортопозитрония в магнитном поле[8].
5. Теоретическое и экспериментальное обнаружение неизвестной ранее характеристики атома водорода (мюония) — квадрупольного момента у основного состояния[8].
6. Идея и обоснование существования явления осцилляций и спинового дихроизма и, как следствие, существование тензорной поляризации у дейтонов (и других частиц) большой энергии, движущихся в неполяризованных веществах; спиновый дихроизм экспериментально обнаружен в совместных экспериментах в Германии (COSY) и России (ОИЯИ)[8].
7. Теоретическое предсказание явления вращения спина частиц высоких энергий в изогнутых кристаллах. Экспериментально обнаружено в Лаборатории им. Ферми (США)[8].
8. Предсказан эффект магнитотормозного образования электрон-позитронных пар в кристаллах, наблюдавшийся в ЦЕРН[8][11].
9. Предсказано существование дихроизма и двулучепреломления кристаллов в ТэВной области энергии фотонов[8][11].
10. Предсказан эффект радиационного охлаждения электронов высоких энергий в кристаллах, обнаруженный в ЦЕРН (Швейцария)[11][12].
11. Создание нового класса генераторов электромагнитного излучения — объемных лазеров на свободных электронах[8][9].
12. Существование предсказанного в НИИ ЯП БГУ эффекта многократного объемного отражения частиц высоких энергий изогнутыми плоскостями одного кристалла экспериментально подтверждено на ускорителе ЦЕРН (Швейцария)[13].
13. Теоретическое обоснование существования неинвариантных относительно изменения знака времени явлений вращения плоскости поляризации света и двойного лучепреломления в веществе, помещенном в электрическое поле, а также CP-неинвариантный (Т-неинвариантный) эффект появления у атомов и ядер индуцированного электрического момента в магнитном поле (и появление индуцированного магнитного момента в электрическом поле)[8][9].
14. Создание в Белоруссии магнитокумулятивных генераторов мощных токов и высоких напряжений на основе использования энергии взрыва, открывших дорогу для развития в стране этого важнейшего научного и технологического направления[8].
15. Получение новых ограничений на существование и протяженность дополнительных измерений пространства на основании исследований поглощения первичными черными дырами релятивистской плазмы, заполнявшей Вселенную на ранних этапах её эволюции[14].
16. Построение теории рассеяния электромагнитного излучения на углеродной нанотрубке (УНТ) конечной длины, впервые позволившей дать качественную и количественную интерпретацию экспериментально наблюдаемого в УНТ-содержащих композитах пика поглощения в терагерцовой частотной области[15]. Экспериментальное доказательство существования локализованного плазмонного резонанса в композиционных материалах с одностенными УНТ[16]. Эффект имеет прикладное значение для создания новых электромагнитных защитных материалов и новых медицинских технологий.
17. Создание нового сверхтяжелого сцинтилляционного материала вольфрамата свинца PbWO4 (PWO), который был принят как материал для создания электромагнитных калориметров детекторов CMS и ALICE в ЦЕРН (Швейцария) и PANDA (GSI, Германия)[17]. Использование этого калориметра коллаборацией CMS, в которую входит НИИ ЯП БГУ[18], позволило открыть бозон Хиггса[19].
18. Развитие СВЧ-энергетики — разработка различных технологий применения СВЧ-излучения в промышленности, сельском хозяйстве и экологии.

### Научные школы
В НИИ ЯП БГУ действует научная школа в области ядерной физики и физики элементарных частиц: Ядерная оптика поляризованных сред. Основатель и руководитель — профессор В. Г. Барышевский.
Интенсивно развивается научная школа в области Наноэлектромагнетизма — нового научного направления, исследующего эффекты взаимодействия электромагнитного и других типов излучений с наноразмерными объектами и наноструктурированными системами (основатели — д.ф.-м.н. С. А. Максименко и д.ф.-м.н. Г. Я. Слепян).

## Структура
Организационно НИИ ЯП БГУ состоит из 10 лабораторий:
1. аналитических исследований
2. физико-техническая лаборатория
3. физики высоких плотностей энергии
4. теоретической физики и моделирования ядерных процессов
5. экспериментальной физики высоких энергий
6. наноэлектромагнетизма
7. отраслевая лаборатория радиационной безопасности
8. физики перспективных материалов
9. фундаментальных взаимодействий
10. электронных методов и средств эксперимента

### Директор
Директор НИИ ЯП БГУ Сергей Афанасьевич Максименко защитил в 1996 году диссертацию на соискание учёной степени доктора физико-математических наук по теме «Распределение волн и волновых пакетов в периодических и диспергирующих средах».